# Dorothy Height
Dorothy Height (24. marts 1912 – 20. april 2010) var en afroamerikansk borgerrettighedsaktivist, underviser, og indehaver af Congressional Gold Medal.